# Innocenti occhi blu
Innocenti occhi blu è uno sceneggiato televisivo svedese del 1977 trasmesso dalla Seconda Rete Rai nel febbraio 1979 con soggetto poliziesco e con risvolti grotteschi.

## Trama
Sotto lo sguardo di due bellissimi occhi azzurri, con i quali conquista la fiducia delle persone, si cela una giovane avventuriera, abile nel raggiro e nel travestimento, ai danni di criminali e faccendieri di ogni tipo, spesso individui goffi e presuntuosi che vengono puntualmente umiliati. La ragazza ha come base una stanza in un appartamento ad Uppsala, dove alloggia come inquilina di un'anziana signora, e lo spogliatoio di una piscina, dove nasconde i costumi usati per le sue imprese. 
Vediamo la protagonista nelle vesti di una donna di mezza età che traffica in preziosi fino ad una prostituta di un postribolo di un mezzano da truffare. Ella è braccata dalla Polizia e dalla criminalità locale ma riesce comunque a scampare, grazie al suo genio ed inventiva, soprattutto il suo aspetto di ragazza insospettabile.
La sorte sembra farsi beffa di lei ma non si arrende.

## Curiosità
- Prassi della RAI di allora un riassunto delle puntate precedenti, narrato da un'annunciatrice. Per l'assenza di un intreccio definito, ci si limitava nel riportare brevemente il soggetto.